# Апраксино (Большеболдинский район)
Апраксино — село в Большеболдинском районе Нижегородской области России. Входит в состав Черновского сельсовета.

## История
Основано дворянским родом Апраксиных не позднее начала XVII века (упоминается в переписи 1621 года). Большая часть села расположена на равнине западного берега речки Сали, впадающей в 3 км от села в р. Пьяну, небольшая часть села находится на восточном берегу р. Сали.
В 1646 г. числилось в Собакинском стане Арзамасского уезда за Богданом Миничем Дубровским. Было населено русскими (мордовские деревни числились в отдельном списке).
По переписи 1678 г. числилось за ним же (носил титул казначея), несколько крестьянских семей числилось при церкви (погосте) Святой Живоначальной Троицы.
В 1710 г. числилось в Шатковском стане Арзамасского уезда Казанской губернии за стольником Дмитрием Тимофеевым сыном Дубровским (внуком Б. М. Дубровского) и Фёдором Петровым сыном Дубровскими.
По переписи 1720 г. село числится за Фёдором Петровым сыном и Иваном Дмитриевым сыном Дубровскими (последний также упоминается в ведомостях бежавших крестьян).
В 1722—1723 гг. в село прибыли крестьяне из Пензенского уезда (в том числе часть — из села Гольцовка, часть — из ясачного с. Колояр).
В 1730-е гг. Апраксино переходит к роду Новосильцевых.
По переписи 1744—1745 г. Апраксино (Опраксино) числится за ротмистром Александром Васильевичем Новосильцевым (1717—1785), который также переселил в него дворовых людей из своего московского имения, а также из с. Новинки Нижегородского уезда, и ясачных людей из с. Чюбаксарки (так в тексте) Казанского уезда.
Согласно ревизии 1763 г., часть крестьян (в основном женщины) была переселена в Апраксино из дер. Притыка (Притыкино) Алатырского уезда примерно в 1750-е гг., и несколько беглых мужчин были возвращены из Солдатской слободы Симбирского уезда.
Новосильцевы построили в селе усадьбу, которая не сохранилась (была разобрана в годы 2-й мировой войны).
По ревизиям 1762 и 1782 г. селом владел тот же А. В. Новосильцев, но уже в звании — Лейб-гвардии Конного полка отставной секунд-майор (в 1782 г. жителей: 484 мужского пола, 516 женского пола). На последнем этапе Пугачёвского восстания жители села, вместе с окрестными селениями, поддержали пугачёвцев, среди наказанных был житель Апраксина Василий Медведев; в селе была установлена виселица для казни участников восстания.
По ревизии 1795 г. владельцем села был сын Александра Васильевича (умершего в звании полковника), бригадир Пётр Александрович Новосильцев (ум. 1814), затем — его многочисленные дети: Александр, Николай, Настасья, Александра (в браке Приклонская), Варвара, Прасковья (в браке Кроткова) и Мария. Гостем Новосильцевых часто был А. С. Пушкин, приезжавший из своего имения в Большом Болдине по соседству.
В 1816 г. Апраксиным владела Наталья Алексеевна Новосильцева.
В 1834 г. в селе было 735 мужчин и 732 женщины (включая несовершеннолетних и новорожденных).
По состоянию на 1861 г. в селе было 740 жителей мужского пола и 820 — женского (включая несовершеннолетних и новорожденных). На момент крестьянской реформы в селе проживал помещик капитан Александр Петрович Новосильцев (которому также принадлежали близлежащие селения: село Чуфарово и деревня Притыка (Кудеяровка)) в Алатырском уезде, деревни Александровка и Абрамово в том же Сергачском уезде).
«Сергачского уезда, имения отставного капитана Новосильцева крестьяне, бывшие всегда на издольной повинности, после введения Уставной грамоты отказались от работы, требуя перевода их на оброк, не допустили арестовать зачинщиков, не повиновались увещаниям губернатора и посылали депутатов в С.-Петербург для принесения всеподданнейшей жалобы. При содействии отправленных туда на постой двух рот резервного батальона Селенгинского полка непокорные были насильно заставлены пахать господские и свои поля, а за сопротивление в том 11 человек наиболее виновных подвергнуты исправительному наказанию, и тем беспорядки прекращены»
.
Хотя около 20 будущих фамилий Апраксина упоминается в метриках первой половины XIX в. (но не в ревизиях) как «дворовые имена», в исповедных ведомостях жители Апраксина вплоть до последней сохранившейся 1861 г. продолжали упоминаться без фамилий.
В поземельной переписи 1917 г. по Апраксину сохранились карточки на следующие фамилии (список по селу не полный): Абрамов, Агафонов, Аксенов, Арапов, Бакалдин, Баринов, Бездетнов, Безсчастнов, Белянцев, Бесплоднов, Болшаков, Бочков, Булатов, Васолов, Володин, Воронов, Галкин, Гвоздарев, Глазов, Горелышев, Грешняков, Грызлов, Гурьянов, Гусев, Давыдов, Денисов, Елизаров, Итальянкин, Кадашев, Калашниковы, Каравашкин, Карпов, Кирсанов, Козин, Коленьков, Коломазов, Комаров, Комолов, Конов, Корнилов, Корнишин, Кубынин, Кузин, Кузнецов, Кузовенков, Кусторкин, Лазарев, Ларин, Ларкин, Лобанов, Лосев, Лушников, Лысов, Манаев, Маркелов, Матянин, Муленков, Намеднин, Наумов, Никишин, Ошарин, Пальцев, Подладов, Поясков, Ребров, Романов, Роштанов, Савельев, Савокин, Сверчков, Сиземин, Ситников, Скугаров, Стоеросов, Сусин, Сучков, Табелев, Тарханов, Титов, Урюпов, Усачёв, Фадеев, Храмов, Хромов, Хрустов, Ширшев, Шлепнев, Юденков, Юдин, Якимов, Яшенкин. Посторонние: Гладышев, Зайцев, Шапошников.
По дореволюционному административному делению было центром Апраксинской волости Сергачского уезда.

## Церковь
В селе с XVII находится церковь Троицы Живоначальной (упоминается в переписи 1678 г.: «485. В селце в Опраксине у церкви Живоначальной святой Троицы на погосте…»). Современное здание церкви построено в 1904 г.

## География
Село находится в юго-восточной части Нижегородской области, в зоне хвойно-широколиственных лесов, на левом берегу реки Сали, на расстоянии приблизительно 8 километров (по прямой) к северо-востоку от села Большое Болдино, административного центра района. Непосредственно с юга к нему примыкает деревня Кудеяровка (за р. Саля), на востоке располагается административная граница с Республикой Мордовия, а на западе, на удалении в несколько км, находится с. Кистенево.
Абсолютная высота — 138 метров над уровнем моря.
Климат
Климат характеризуется как умеренно континентальный, с тёплым летом и умеренно холодной многоснежной зимой. Среднегодовая температура — 3,9 °C. Средняя температура воздуха самого тёплого месяца (июля) — 19,2 °C (абсолютный максимум — 39 °C); самого холодного (января) — −12,3 °C (абсолютный минимум — −44 °C). Среднегодовое количество атмосферных осадков составляет около 516 мм, из которых 361 мм выпадает в период с апреля по октябрь. Снежный покров устанавливается, как правило, в конце октября — ноябре и держится в среднем 144 дня.
Часовой пояс
Село Апраксино, как и вся Нижегородская область, находится в часовой зоне МСК (московское время). Смещение применяемого времени относительно UTC составляет +3:00.

## Население
| 1999 | 2002 | 2010 |
| ---- | ---- | ---- |
| 570  | ↘440 | ↗441 |

Национальный состав
Согласно результатам переписи 2002 года, в национальной структуре населения русские составляли 97 % из 440 чел.